# Adriana Maldonado López
Adriana Maldonado López (ur. 9 stycznia 1990 w Pampelunie) – hiszpańska polityk i działaczka młodzieżowa, posłanka do Parlamentu Europejskiego IX kadencji, deputowana krajowa.

## Życiorys
Absolwentka zarządzania przedsiębiorstwem, studiowała na Universidad Pública de Navarra. Magisterium z zakresu ekonomii międzynarodowej uzyskała na Universidad Autónoma de Madrid. Pracowała jako konsultantka.
Działaczka PSN-PSOE, oddziału Hiszpańskiej Socjalistycznej Partii Robotniczej w Nawarze. Weszła w skład jej władz krajowych, a w 2017 została sekretarzem krajowych struktur socjalistycznej młodzieżówki Juventudes Socialistas de España do spraw międzynarodowych. W wyborach w 2019 z ramienia PSOE uzyskała mandat eurodeputowanej IX kadencji. W 2023 została natomiast wybrana w skład Kongresu Deputowanych.